# Bolinha
Bolinha (* 29. listopadu 1990 ve Viamãu) je brazilský fotbalový záložník či útočník, od ledna 2015 působící v Audax São Paulo. Mimo Brazílie působil na Slovensku.

## Klubová kariéra
Svoji fotbalovou kariéru začal tento hráč v Esporte Clube São José. Poté přestoupil ještě jako dorostenec do Futebol Clube Tamoio a později do Cerâmica Atlético Clube. V roce 2011 podepsal kontrakt s FK Senica, kde jeho výsledky byly za očekáváním a proto ho klub uvolnil na hostování do FC ViOn Zlaté Moravce výměnou za Martina Babice. Před ročníkem 2014/15 se vrátil do Senice, kde mu skončila smlouva a odešel. V lednu 2015 zamířil do Audax São Paulo.